# コジマプロダクション
株式会社コジマプロダクション（KOJIMA PRODUCTIONS Co., Ltd.）は、日本のゲーム開発スタジオで、特定の大手企業の傘下には属していない独立した組織である。

## 概要
2015年12月15日にコナミデジタルエンタテインメントを退社した小島秀夫は、同年12月16日に「コジマプロダクション」の設立を発表した。同日、ソニー・コンピュータエンタテインメントから、「PlayStation®からの重要なお知らせ」としてゲーム制作の契約締結が発表された。同スタジオが開発したゲームの第1作目は、PlayStation 4およびPCでのリリースを予定していた。第1作目となった「DEATH STRANDING」は、予定通りPlayStation 4版は2019年11月8日に、PC版は2020年7月14日にリリースされた。
2022年6月12日（米国時間）、マイクロソフトのXbox Game Studiosから「Xbox Game Studiosとコジマプロダクションとの新たなパートナーシップを発表」としてクラウドを活かしたゲーム制作の契約締結が発表された。
同年12月9日、「The Game Awards 2022」において「DEATH STRANDING」の続編である、「DEATH STRANDING 2」(仮称）の製作を発表した。
2023年12月8日の「The Game Awards 2023」では、Xbox Game Studios との共同制作である「OD」の開発を発表し、公式ティザートレーラーを公開した。
2024年2月1日に配信された「State of Play」において、「DEATH STRANDING」の続編タイトルが「DEATH STRANDING 2: ON THE BEACH」であることが明らかにされ、2025年発売予定であることが発表された。また、完全新作となる「アクション・エスピオナージ・ゲームである「PHYSINT」も発表され、「DEATH STRANDING 2」の開発終了後に本格的に取り組むとしている。
2025年3月10日、「PlayStation Presents DEATH STRANDING 2: ON THE BEACH Special Panel at SXSW」にて「DEATH STRANDING 2 ON THE BEACH」の発売日が2025年6月26日であることを明らかにした。
「サピエンスからルーデンスへ」をモットーとしている。ルーデンスは「遊ぶ人」を意味しており、同社の企業ロゴやマスコットキャラクターにも起用されている。

## 主要所属クリエイター
- 小島秀夫
- 新川洋司[11]
- 矢野健二（野島一人）[11]

## その他のスタッフ
- 寺島亜矢子
- 酒本海旗男[12]
- 中村大三郎
- 星野佑太
- 竹内希
- 佐々木英樹[12]
- 生駒康弘
- 橋本健
- 石川隆明
- 宮内文人
- 中山啓之
- 稲村祥
- 石山浩平
- 阿部誠
- 足立和弥
- 松野智士
- 内田貴之
- 新井宏明
- 野村武寬
- 吉池博明[12]
- 齊藤昭義[12]

## 作品
- DEATH STRANDING（2019年、ソニー・インタラクティブエンタテインメント）
  - DEATH STRANDING Director's Cut（2021年、ソニー・インタラクティブエンタテインメント）
- DEATH STRANDING 2: ON THE BEACH（2025年、ソニー・インタラクティブエンタテインメント）
- OD（開発中）
- PHYSINT（開発準備）